# رزلندز (نیو ساوت ولز)
رزلندز (به انگلیسی: Roselands) یک حومه شهر در استرالیا است که در نیو ساوت ولز واقع شده‌است.